# Paulu Orsoni
Paulu Orsoni, né le 24 septembre 1889 à Bastia et mort en juillet 1925, est un activiste corse, nationaliste et un guérillero, d’abord de l’Armée républicaine irlandaise où il participe à sa fondation, puis de l’Armée du Rif dirigée par Abdelkrim el-Khattabi.

## Biographie
Né en 1889, Paulu Orsoni est issu d'une famille corse. Il participe à la Première guerre mondiale entre 1914 et 1918 en s’engageant volontairement dans la Légion étrangère.
Orsoni rejoint par la suite l’Irlande vers 1918, alors en proie à une guerre d’indépendance, il est le premier étranger à rejoindre l’IRA et a participé à la fondation du groupe armé nationaliste irlandais, où il combat les britanniques, jusqu'à la fin de la guerre d’indépendance, et, alors que la guerre civile irlandaise entre les partisans du traité et les opposants commence, Orsoni décide de quitter l’Irlande.
De retour en Corse, Orsoni se lie aux frères Matteu et Petru Rocca, il participe pendant un temps au journal A Muvra et au Parti d’action corse, lié aux muvristes. Au sein de A Muvra, il écrit de nombreux articles, dénonçant le clanisme, la «voyoucratie ajaccienne». Il écrit sur la politique, l’agriculture et se montre favorable à la création d'un chemin de fer entre Bastia et Bonifacio.
Lassés par la modération des frères Rocca (Orsoni prône la lutte armée pour l’indépendance de la Corse), Orsoni quitte la rédaction et par là suite, quitte la Corse, pour rejoindre le Rif, au Maroc, en proie à une guerre coloniale.
Abdelkrim el-Khattabi nomme Orsoni commandant de bataillon, plusieurs zones d’ombre existent toutefois sur les batailles que Orsoni aurait participé.
Orsoni est tué en 1925 alors qu'il combattait sur le front du Rif. Petru Rocca lui rend hommage.